# Achillea ligustica
Achillea ligustica là một loài thực vật có hoa trong họ Cúc. Loài này được All. mô tả khoa học đầu tiên năm 1773.